# Tortall
Tortall er et monarki i et fiktivt univers skabt af fantasy-forfatteren Tamora Pierce, flere af hendes bog-serier foregår i Tortall, specielt om den Tortallske kongelige familie og hoffet omkring dem.
| Fiktion | Spire Denne artikel om en historie eller noget fiktivt er en spire som bør udbygges. Du er velkommen til at hjælpe Wikipedia ved at udvide den. |